# Anthus crenatus
El bisbita roquero (Anthus crenatus)  es una especie de ave paseriforme de la familia Motacillidae propia del sur de África.

## Distribución y hábitat
Se le encuentra en las praderas rocosas de altitud en Sudáfrica y Lesoto.